# Ufo-Welle von Gulf Breeze

US-County Santa Rosa mit rot hervorgehobener Lage von Gulf Breeze.

Als Ufo-Welle von Gulf Breeze oder Gulf Breeze-Vorfall bezeichnet die Ufologie eine Serie umstrittener Ufo-Sichtungen über der Stadt Gulf Breeze im US-Bundesstaat Florida. Die Sichtungswelle fand im Zeitraum von November 1987 bis Februar 1989 statt und fand zunächst lokales, später weltweites Medieninteresse. In den Para- und Pseudowissenschaften wird die Ufo-Welle von Gulf Breeze intensiv diskutiert.

## Ort der Geschehnisse
Zentrum der Ufo-Welle war die Kleinstadt Gulf Breeze, welche sich nahe der Pensacola Bay an der äußersten Westspitze des Santa Rosa County im US-Bundesstaat Florida befindet und ein Vorort von Pensacola ist. Zur Zeit der Ufo-Sichtungen hatte Gulf Breeze etwa 6000 Einwohner.

## Beschreibung der Vorfälle
Ed Walters
Als Beginn der Sichtungswelle gilt der Abend des 11. Novembers 1987. Hauptzeuge der Sichtungen war der ortsansässige Bauunternehmer Ed Walters. Nach eigenen Angaben beobachtete Walters von zuhause aus ein ungewöhnliches Licht am Himmel, das hinter einer nahen Kiefer auftauchte. Um das Objekt fotografieren zu können, eilte Walters zurück in sein Büro, holte seine Polaroid-Kamera und lief hinaus auf die Straße. Er machte vier Aufnahmen, dann wurde er – nach eigener Aussage – von einem übelriechenden, kobaltblauen „Lichtstrahl“ erfasst, paralysiert und in der Einfahrt seines Hauses wieder freigelassen. Am 17. November ging Ed Walters mit seinen Fotos an die Öffentlichkeit. Allerdings wurde sein Name in den Zeitungen zunächst verschwiegen, da Walters öffentlichen Spott und Rufschädigung fürchtete und seine Familie schützen wollte.
In den darauffolgenden Wochen fotografierte Ed Walters ganz ähnliche Ufos, wobei sowohl ihm als auch der Presse auffiel, dass manche Ufos in ihrer Grundform leicht voneinander abwichen. So waren manche von ihnen eher lampionförmig, andere tendierten mehr zur klassischen Untertassen-Form. Die wiederkehrenden Sichtungen gipfelten in zwei herausragenden Vorfällen: In der Nacht zum 2. Dezember 1987 wurde Walters vorgeblich durch das Bellen seines Hundes geweckt, als er die Jalousien zum Schlafzimmer öffnete, sah er vor seinem Fenster ein humanoides Wesen von etwa 1,22 m Größe, gekleidet in eine Art silbrige Rüstung. Das Wesen soll sich umgehend vom Haus entfernt haben. Als Walters ihm nachlief, wurde er von bereits erwähntem Lichtstrahl erfasst und bewegungsunfähig gemacht. Das Ufo und der Außerirdische sollen anschließend verschwunden sein.
Der zweite, herausragende Vorfall soll sich dann am Abend des 12. Januar 1988 zugetragen haben: Als Walters von seiner Baufirma aus mit seinem Pick-up-Truck nach Hause fuhr, versperrte eines der Ufos angeblich die Straße. Walters fotografierte das schwebende Objekt. Dieses Polaroid-Foto (als Foto #19 registriert) erlangte weltweite Bekanntheit und gilt als Musterfoto in Zusammenhang mit der Ufo-Welle von Gulf Breeze. Es zeigt ein plumpes, lampionförmiges Objekt, das etwa einen halben Meter über dem Asphalt schwebt und dabei den Boden anleuchtet. Walters behauptet, unmittelbar nach der Aufnahme sei erneut ein außerirdisches Wesen aufgetaucht und habe sich ihm genähert. In Panik sei Walters davongefahren.
Des Weiteren fotografierte Walters schwebende Objekte, die sehr klein und torpedoförmig waren. Auch gelangen ihm Videoaufnahmen zweier sich scheinbar verfolgender Ufos über seinem Grundstück. Insgesamt existieren 38 Farbfotografien, davon 36 Nachtaufnahmen und zwei Tagesaufnahmen.
Weitere Zeugen
Im Verlauf der weiteren Sichtungswellen stellte sich heraus, dass Ed Walters nicht der Einzige war, der unbekannte Flugobjekte in und um Gulf Breeze beobachtet hatte. Nachdem Walters an die Öffentlichkeit gegangen war, meldeten sich weitere Bürger aus Gulf Breeze und Pensacola. Einige von ihnen legten selbst Fotografien vor, auf denen ringförmige oder rundliche Lichter zu erkennen waren. Manche Zeugen behaupteten sogar, sie seien während einer Autofahrt selbst von Ufos regelrecht verfolgt worden.

## Beschreibung der Ufos

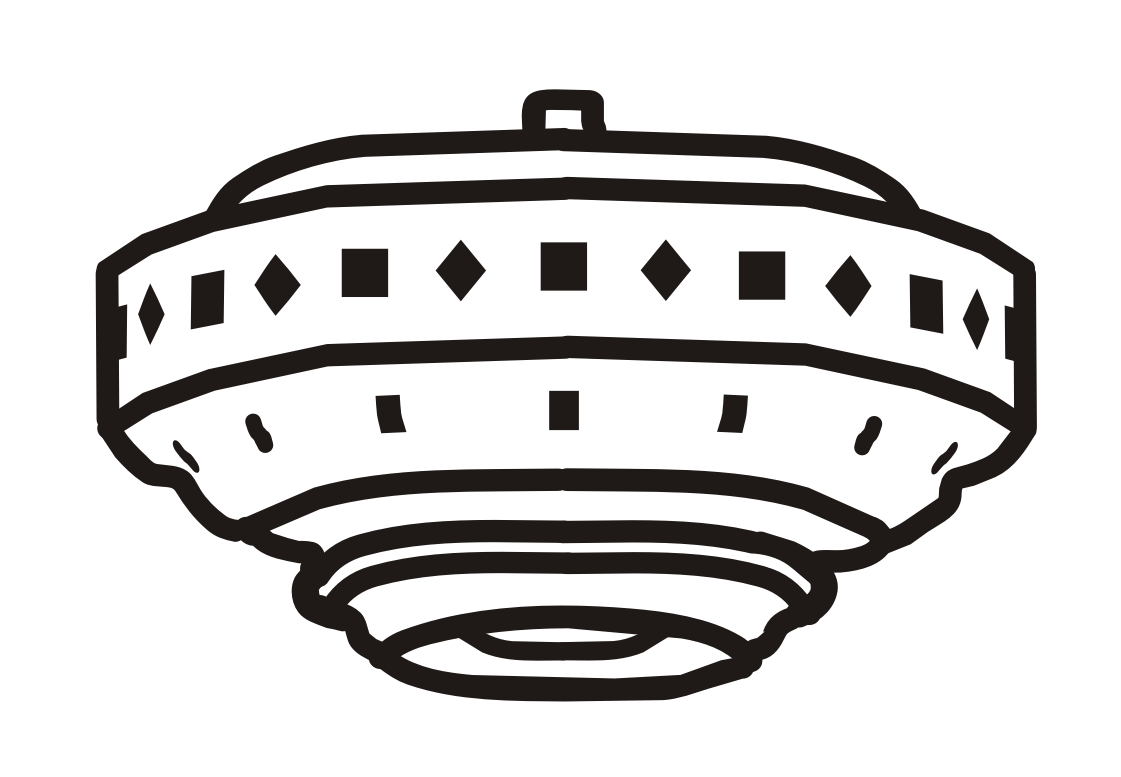
Darstellung eines der typischen Ufos, die über Gulf Breeze gesichtet wurden.

Die Ufos, welche Ed Walters fotografierte, erinnerten in ihrer Gestalt an Lampions, sie waren plump-zylindrisch, hatten eine flache Kuppel mit stabähnlichem Aufsatz darauf und an ihrer Unterseite zwei dickliche Ringe. Um den meist dunkelgrauen Rumpf herum befand sich eine wechselnde Anordnung sowohl hell erleuchteter, rautenförmiger, als auch schwarzer, quadratischer Fenster. Die dicklichen, ringähnlichen Fortsätze unter dem Rumpf leuchteten oft blau oder orange, an der Unterseite schienen die Ufos offen zu sein und ein helles, weißliches bis bläuliches Licht drang daraus hervor. Oder es war nur ein leuchtender Ring zu erkennen. Auf den meisten Aufnahmen ist nur ein Objekt zu sehen, nur eine Aufnahme zeigt drei, einander sehr ähnliche Ufos, die in Formation fliegen. Die Größe der Ufos wurde auf etwa 5 m im Durchmesser und ca. 3 m Höhe geschätzt.

## Untersuchung der Vorfälle
Untersuchungen durch MUFON und CUFOS
Aufgrund der überraschend scharfen und überzeugend wirkenden Aufnahmen erlangten die Vorfälle rasch mediales wie öffentliches Interesse. Die ersten Artikel wurden im Gulf Breeze Sentinel veröffentlicht. Im Jahr 1989, noch während der Sichtungswelle, leiteten die Ufo-Organisationen MUFON (Mutual UFO Network) und CUFOS (Center for UFO Studies) eine genaue, öffentliche Untersuchung der Vorfälle ein.
Beide Organisationen stimmten zunächst darin überein, dass die Fotos und Videoaufnahmen ungewöhnlich und bemerkenswert seien. Bezüglich der Glaubwürdigkeit der Berichte und Aussagen von Ed Walters hingegen spalteten sich die Organisationen: Während MUFON geradezu begeistert war und Ed Walters zunächst Glaubwürdigkeit bescheinigte, stand CUFOS den Fotos und Berichten von Anfang an misstrauisch gegenüber und argwöhnte, dass mindestens ein nicht unerheblicher Teil der Aufnahmen (wenn nicht alle) mittels Doppelbelichtung und Materialmanipulation gefälscht waren. Des Weiteren kritisierte CUFOS, dass es merkwürdig sei, dass nur Ed Walters allein derart viele Sichtungen hatte und Fotos vorlegen konnte.
Walters’ Glaubwürdigkeit und Ruf wurden erheblich geschädigt, als im Jahr 1990 ein Pappmaché-Modell des Gulf-Breeze-Ufos angeblich im Haus von Walters entdeckt wurde. Ed Walters hatte aufgrund des Überhand nehmenden Presserummels sein Haus verkauft. Der Nachbesitzer, Robert Menzer, behauptet, das Modell während Installationsarbeiten im Dachstuhl gefunden zu haben. Des Weiteren meldete sich ein gewisser Tom Smith Jr., der behauptete, er habe Ed Walters beim Inszenieren und Fälschen vorgeblicher Ufo-Fotos beobachtet und unterstützt. Außerdem nahm Ed Walters eigenen Aussagen zufolge große Summen Geld für Interviews, Talkshows und Ankäufe von Fotos durch die Presse an, was das öffentliche Misstrauen weiter schürte. Mitgliedern des CUFOS war es zudem gelungen, mit Hilfe eines Ufo-Modells und Polaroid-Kameras Doppelbelichtungen herzustellen, deren Bilder denen von Ed Walters verblüffend ähnlich waren.
Ein Mitglied und Experte des MUFON, Jerry Black, zweifelte Ed Walters’ Glaubwürdigkeit ebenfalls stark an. Er fand heraus, dass Ed Walters dem bekannten, unabhängigen Physiker Bruce Maccabee für dessen Untersuchungen und Analysen hohe Dienstleistungsbeträge ausgezahlt hatte. Daher sei Maccabees Objektivität und Neutralität in Frage zu stellen. Black kritisierte weiterhin, dass viele der an den Untersuchungen teilnehmenden Experten Neulinge in ihren Fächern waren und es versäumten, die Person Ed Walters zu untersuchen und sich stattdessen allein auf öffentliche Meinungsbekundungen und die in der Presse veröffentlichten Fotos verließen. Ed Walters habe zudem gegenüber Fotoexperten zugegeben, Grundkenntnisse über das Verfahren von Doppelbelichtungen zu besitzen – gegenüber der Öffentlichkeit und den Medien hatte Walters dieses Detail offenbar verschwiegen. Abschließend machte Black auf jene Fotos aufmerksam, die nicht das vertraute, Lampion-ähnliche Ufo zeigen, sondern eines, das die Gestalt eines Torpedos hat.
Die Fotos waren mit einer speziellen Objektiv-Kamera geschossen worden, die wiederum vor der Aushändigung an Ed Walters mit Wachs versiegelt worden war, um mechanische Manipulationen auszuschließen. Das fotografierte Objekt entpuppte sich als ungewöhnlich klein (verglichen mit der geschätzten Größe der üblichen Ufos), es war lediglich knapp 1 m lang und maß ca. 30 cm im Durchmesser. Außerdem befand es sich nur geschätzte 2 m von der Kamera entfernt. Die vor Entwickeln der Fotos aufgestellte Behauptung Ed Walters’, er habe ein Mutterschiff fotografiert, sowie Bruce Maccabees spätere Erklärung, es handele sich bei dem Objekt lediglich um eine Sonde oder Drohne, lösten in den Medien und in der Öffentlichkeit ungläubiges Staunen aus. Für viele Menschen war die Glaubwürdigkeit der Ufo-Welle von Gulf Breeze mit diesem Kamera-Experiment endgültig demontiert.
Untersuchungen durch Behörden und Militär
Sowohl das Militär als auch staatliche Behörden wie der CIA und das FBI bekundeten zunächst ein reges Interesse an den Vorfällen, zeigten sich jedoch wenig beeindruckt bis skeptisch und äußerten früh den Verdacht, dass die Fotos gefälscht seien. Der örtliche Luftwaffenstützpunkt von Gulf Breeze und Pensacola, die Naval Air Station Pensacola, gab auf Anfragen von Presse und Untersuchungsexperten bekannt, dass es zu keiner Zeit der Sichtungswelle besondere Vorkommnisse im örtlichen Luftraum gegeben habe.
Reaktionen des Hauptzeugen
Ed Walters beteuerte seine Unschuld und begegnete den Vorwürfen mit den Untersuchungsergebnissen des MUFON-Experten Walt Andrus sowie den Analysen von Bruce Maccabee. Beide hatten die Fotos und Videoaufnahmen genauer untersucht und nach eigener Aussage keinerlei Spuren für Doppelbelichtungen oder ähnliche Manipulationsspuren entdecken können. Andrus erhob zudem den Vorwurf, dass Menzels Behauptung vom Fund des Ufo-Modells widersprüchlich und daher unglaubwürdig sei: Menzel hatte behauptet, das Versteck des Modells entdeckt zu haben, als er ein Anschlussventil für die zentrale Wasserzufuhr des Hauses suchte – ein solches Ventil gab es auf dem Dachboden aber nicht, daher könne Menzel das Modell auch nicht dort gefunden haben. Weiterhin sei es sehr unwahrscheinlich, dass ein Fälscher (wie Ed Walters angeblich einer war) seine Modelle im eigenen Haus zurücklassen würde. Außerdem sei es auffällig, dass Menzel erst mehrere Monate nach dem Fund über selbigen berichtete, als ein Journalist ihn irrtümlich besuchte, um Ed Walters zu interviewen.
Auch die Behauptungen von Smith Jr. wurden angezweifelt, als sich herausstellte, dass dessen Vater als Anwalt einen privaten Rechtsstreit gegen Ed Walters führte. Walters wiederum war überzeugt, dass die Familie Smith seine Glaubwürdigkeit gezielt zu schädigen suchte. Er äußerte zudem Verschwörungstheorien, wonach Behörden und Militär von Anfang an versucht hätten, seiner Glaubwürdigkeit zu schaden, obwohl sich das örtliche Militär kooperativ und eher zurückhaltend gezeigt hatte.

## Auswirkungen der Ufo-Welle auf die Gemeinde von Gulf Breeze
Die Ufo-Welle von Gulf Breeze ist trotz der starken Zweifel bis heute Gegenstand zahlreicher, divergierender Diskussionen und ein vielzitiertes Thema in Talkshows, Dokumentationen und (Para-)Wissenschaftsmagazinen. Durch die Sichtungswelle erfuhr die Gemeinde von Gulf Breeze einen bis dato nicht gekannten Bekanntheitsgrad. Dieser führte noch während der Sichtungswelle zu einem regelrechten Tourismus, der nicht mehr nur Journalisten und TV-Kamerateams einschloss, sondern auch zahllose Ufo-Gläubige und Gaffer. Der zu dieser Zeit amtierende Bürgermeister von Gulf Breeze, Darryl Grey, sowie Sheriff Jerry C. Brown, äußerten mehrfach ihren wachsenden Unmut über den Ansturm. Ihre Empörung ging schließlich so weit, dass im Jahr 1990 die nach Gulf Breeze führende Drei-Meilen-Brücke (engl. Three-Miles-Bridge) zeitweilig gesperrt wurde. In den Parawissenschaften und unter Ufologen gilt Gulf Breeze bis heute, neben anderen weltbekannten Schauplätzen wie Roswell und Hessdalen, als „Ufo-Mekka“. Jährliche Mitgliederkonferenzen des MUFON oder des CUFOS finden in Gulf Breeze allerdings nicht statt.